# Cop d'estat a l'Uruguai de 1973
El cop d'estat del 27 de juny de 1973 va tenir lloc a l'Uruguai i va marcar el començament de la dictadura cívico-militar que es va estendre fins a l'any 1985.

## Antecedents
Cap a l'any 1955 va tenir lloc a l'Uruguai una crisi econòmica que va afectar també a les institucions polítiques. Durant la dècada de 1960 hi va haver un procés de deteriorament social i econòmic amb un notable augment de la conflictivitat, la qual va incloure la lluita armada mitjançant la guerra de guerrilles protagonitzada per grups extremistes, entre els quals es va destacar el Moviment d'Alliberament Nacional-Tupamaros. També van contribuir en l'increment de la conflictivitat i en el deteriorament institucional altres organitzacions com la Convenció Nacional de Treballadors i grups d'ultradreta com l'esquadró de la mort i la Joventut Uruguaiana de Peu (JUP). Les Forces Armades van assumir un creixent protagonisme polític fins que finalment, amb el suport del llavors president constitucional, Juan María Bordaberry Arocena, van decidir donar un cop d'estat.
El 1972 les Forces Conjuntes (organisme que abastava les Forces Armades i la policia) van detenir els dirigents tupamaros Raúl Sendic, Eleuterio Fernández Huidobro, Mauricio Rosencof, José Mujica, Adolfo Wasem, Julio Marenales, Henry Engler, Jorge Manera i Jorge Zabalza pels delictes de sedició i d'altres, romanent empresonats des d'aquest moment fins a la finalització de la dictadura militar, és a dir, fins a l'any 1985. Van ser detinguts en gairebé total incomunicació i van patir constrenyiments físics i psicològics (comprovats posteriorment per organismes com la Creu Roja Internacional). També en condicions molt dures van estar detinguts i aïllats els diputats Jaime Pérez, Wladimir Turiansky, Gerardo Cuesta i José Luis Massera.

## Els fets
El 27 de juny de 1973, el llavors president Juan María Bordaberry Arocena, amb el suport de les Forces Armades de l'Uruguai, va dissoldre les Cambres de Senadors i Representants i va crear un Consell d'Estat amb funcions legislatives, de control administratiu i amb encàrrec de "projectar una reforma constitucional que reafirmi els principis republicans-democràtics". També va restringir la llibertat de pensament i va donar poder a les Forces Armades i Policials per assegurar la prestació ininterrompuda dels serveis públics.
Al decret presidencial es podien trobar les següents «justificacions» del cop d'estat:
| « | […] la realitat político-institucional del país demostra un gradual, encara que cert i greu, desconeixement de les normes constitucionals (...) és que l'acció delictiva de la conspiració contra la Pàtria, coalitzada amb la complaença de grups polítics sense sentit nacional és present a les pròpies institucions per així presentar-se encoberta com una activitat formalment legal. | » |

Així mateix establia la censura dels diferents mitjans de comunicació:
| « | […] la divulgació per la premsa oral, escrita o televisada de tot tipus d'informació, comentari o gravació que, directament o indirectament, esmenti o es refereixi al que disposa el decret atribuint propòsits dictatorials al Poder Executiu o pugui pertorbar la tranquil·litat i l'ordre públic. | » |

En resposta a aquests fets, en la mateixa matinada en què es va gestar el cop d'estat, el secretariat de la Convenció Nacional de Treballadors (CNT) (Convención Nacional de Trabajadores) va començar la vaga general més llarga en la història del país, la qual va durar 15 dies.